# Elmer Holland
Elmer Joseph Holland (Pittsburgh, 8 gennaio 1894 – Annapolis, 9 agosto 1968) è stato un politico statunitense, membro della Camera dei Rappresentanti per lo stato della Pennsylvania dal 1942 al 1943 e poi ancora dal 1956 al 1968.

## Biografia
Nato a Pittsburgh, Holland studiò all'Università di Montpellier, in Francia. Prestò servizio militare nelle American Expeditionary Forces durante la prima guerra mondiale. Successivamente lavorò nel settore vendite di un'azienda produttrice di vetro.
Entrato in politica con il Partito Democratico, nel 1934 venne eletto all'interno della Camera dei rappresentanti della Pennsylvania, la camera bassa della legislatura statale, dove rimase per i successivi otto anni.
Nel 1942, dopo le dimissioni del deputato Joseph McArdle, Holland fu eletto alla Camera dei Rappresentanti nazionale. Completò il mandato di McArdle, ma non si ricandidò nella successiva tornata elettorale.
Tra il 1943 e il 1956 fu membro del Senato di stato della Pennsylvania, la camera alta della legislatura statale. Prese parte alla seconda guerra mondiale rivestendo il grado di maggiore.
Nel 1956, alla morte della deputata Vera Buchanan, Holland prese parte alle elezioni speciali indette per sostituirla e riuscì a vincerle, tornando così al Congresso dopo tredici anni di assenza. Negli anni successivi fu riconfermato per altri sei mandati, fin quando nel 1968 morì improvvisamente a causa di un attacco di cuore mentre era ancora in carica. Il suo seggio venne poi occupato da Joseph Gaydos.